# Giovanni Pisano
Pour les articles homonymes, voir Pisano.
Giovanni Pisano né à Pise vers 1245-1248 et mort à Sienne probablement en 1318 ou un peu avant, est un architecte et un sculpteur italien.
Fils et élève de Nicola Pisano, son parcours artistique témoigne d'un sculpteur en constante recherche et évolution dans le perfectionnement de son art. 
Il a su suivre ses propres inclinations dans le choix des sujets, mener un travail cohérent et jamais facile d'approfondissement psychologique et formel des personnages à créer, réinterpréter l'antique et le contemporain, créer à son tour de nouveaux modèles en anticipant les tendances stylistiques à peine développées tout au long des décennies successives jusqu'à la fin du XIVe siècle, en particulier le gothique transalpin initié en Italie par son père. 
En laissant une école, son influence a pénétré de nombreuses régions d'Italie.

## Biographie

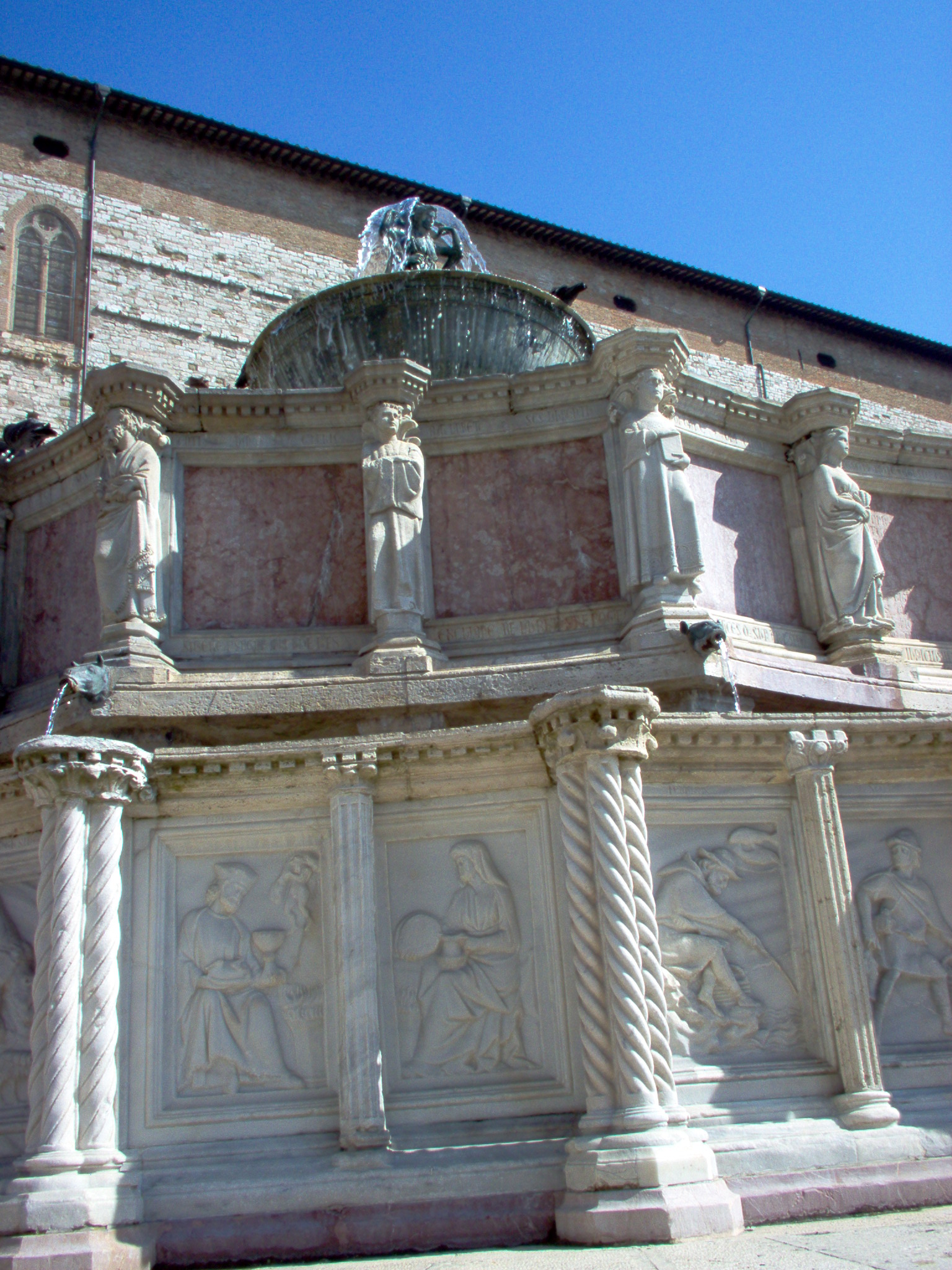
Fontana Maggiore, Pérouse.

Il n'existe aucun document relatif à sa formation, et la date à laquelle l'adolescent a commencé à assister son père dans son travail n'est pas connue.
Le chef-d'œuvre paternel de la chaire du baptistère pisan, achevé en 1259-1260 (exécuté sans aide sinon pour le pénultième panneau sculpté), ne dut certainement pas fournir au très jeune Giovanni, l'occasion de se mesurer à la sculpture, si ce n'est peut-être qu'aux tâches de polissage qui étaient généralement confiées au personnel de l'atelier.
La première mention de Giovanni auprès de son père se trouve dans le contrat de prestations (29 septembre 1265) dans lequel Nicola, avec ses collaborateurs et son fils Giovanni, s'engagent à commencer le 1er mars 1266, les travaux de la chaire de la cathédrale de Sienne,. Le travail fut exécuté en 2 ½ ans et Nicola en reçu le dernier règlement le 6 mars 1268. Toutefois, aujourd'hui encore, l'attribution des différents éléments qui composent cette œuvre est controversée et complexe.
C'est à la même époque qu'il dut réaliser dans le marbre, un médaillon d'un diamètre de 42,5 cm environ, dans lequel est sculptée une Vierge à l'enfant qui porte une coiffe traditionnelle byzantine (cet élément iconographique disparu à la fin de la décennie 1280-1290). Cette œuvre du précoce Giovanni, datée autour de 1268, est comparable à certains éléments que l'on attribue avec le plus de certitude à l'artiste sur la chaire de la cathédrale de Sienne. Si ce médaillon est encore empreint du classicisme de l'atelier de Nicolas, la Vierge à l'enfant (dite del colloquio) réalisée un peu plus tard, présente une configuration fondée sur le rapport émotionnel entre Marie et Jésus, qui constitue une caractéristique que l'on retrouvera chez Giovanni dans ses représentations ultérieures de ce thème. Ce buste en marbre, composé de deux pierres, fut placé en 1275-1280 dans le tympan au-dessus de la porte opposée à celle de Bonanno de la cathédrale de Pise. Elle représente un des premiers témoignages de représentation de Vierge de l'art occidental, où le regard de la mère et du fils se fondent l'un dans l'autre.
On doit à Nicola, la décoration extérieure du second registre du baptistère de Pise, singularisé par l'extraordinaire couronnement à gables et pinacles qui devint la référence pour l'ensemble du gothique italien. (Le premier étage, roman, fut réalisé par Diotisalvi au milieu du XIIe siècle). Cette première phase s'acheva aux environs de 1260, mais les travaux se sont poursuivis peut-être durant toute la décennie de 1270, cette fois avec la participation de Giovanni. Une clause du contrat de prestations de la chaire de Sienne consentait à Nicola la possibilité de s'absenter quatre fois par an, par périodes maximum de 15 jours ; sans doute ces disponibilités étaient elles réservées au chantier de Pise.
C'est dans cette période que l'on date les nombreux bustes et mascarons qui décorent ce couronnement (dont les plus anciens ont été remplacés afin de les protéger des agressions atmosphériques et sont aujourd'hui conservés au musée de l'Opera de la cathédrale de Pise), dont certains dénoncent par leur style naturaliste, la main de Giovanni.
La dernière œuvre faite en commun par le père et le fils, est la Fontana maggiore de Pérouse (achevée en 1278).
À l'achèvement de la fontaine de Pérouse, Giovanni retourne à Pise entre 1278 et 1284, afin de réaliser cette fois, les statues du couronnement des gables du second niveau du baptistère (aujourd'hui également conservées au musée de l'Opera de la cathédrale de Pise).
Après le décès de son père, Giovanni retourna à Sienne pour une période allant de 1284 à la fin de 1296. Entre 1284 et 1285, il obtient la citoyenneté siennoise et un document du 3 avril 1287 le mentionne comme architecte responsable du chantier de la cathédrale. Il travailla en particulier à l'exécution d'une série de statues destinées à la décoration de la façade mais, à la suite de graves désaccords avec les gens du chantier, il arrêta brusquement ses prestations en 1297 et n'acheva pas le nombre prévu. Durant son séjour siennois, il intervint également dans d'autres cités toscanes comme à Massa Marittima en 1287, où il surélève la façade d'un troisième niveau avec des arcades supportées par des colonnes. À San Quirico d'Orcia en 1288, où il réalise le portail latéral de la collégiale.
En quittant Sienne, il revient à Pise où il avait gardé une résidence et où il devait achever les travaux du troisième registre du baptistère (sur lequel Cellino di Nese viendra poser sa coupole au XIVe siècle).
C'est probablement à l'époque où il quitta Sienne qu'il sculpta dans l'ivoire, une délicate Vierge à l'enfant (musée de l'Opera de la cathédrale de Pise). Il utilisa habilement la courbure naturelle de la défense d'éléphant afin de matérialiser le déhanchement de la mère pour contrebalancer le poids du bébé.
Dans le courant de l'année 1298, il commence l'exécution de son chef-d'œuvre, la chaire de l'église de Sant'Andrea à Pistoia qu'il achèvera en 1301.
Dès que son travail à Pistoia fut terminé, Giovanni revint à Pise où lui fut immédiatement attribué la réalisation d'une nouvelle chaire pour la cathédrale, car l'ancienne ne convenait plus et fut déplacée en la cathédrale de Cagliari. Il s'employa à ce nouveau chef-d'œuvre jusqu'à la fin de 1310. Durant cette période pisane, il continua la décoration extérieure du baptistère et produisit de nouveaux groupes sculptés, telle une Vierge à l'enfant avec Saint Jean-Baptiste et Saint Jean l'Évangéliste (1306), une Vierge à l'enfant et Pise agenouillée (1312) qui se trouvait placé dans le tympan au-dessus de la porte Bonanno de la cathédrale de Pise. Il sculpta également une Vierge à l'enfant destinée à la tombe d'Enrico Scrovegni (qui se trouve dans la chapelle de l'Arena à Padoue), une Vierge de la Ceinture pour la chapelle éponyme de la cathédrale de Prato.
Le dernier ouvrage important de Giovanni, dans les années 1312-1314, fut le monument funéraire qu'il réalisa à Gênes pour Marguerite de Brabant, épouse d'Henri VII, morte encore jeune à la fin de 1311. Il nous laissa encore quelques œuvres tardives comme cette Vierge à l'enfant (1314) qui se trouve aujourd'hui dans la collection de sculptures du Bode-Museum (Staatliche museen de Berlin).
Il eut Tino di Camaino comme élève.

## Œuvres importantes

### Chaire de la cathédrale de Sienne
On trouve avec certitude la main de Giovanni sur la chaire de la cathédrale ainsi que celles, également bien lisibles, de certaines personnes comme Lapo, Donato, Arnolfo di Cambio, ce qui n'est pas le cas sur la chaire du baptistère de Pise.
Parmi les parties attribuées avec le plus d'assurance à Giovanni, se trouve le maigre et intense Christ mystique d'un des piliers entre le premier et le second panneau. Décider de l'attribution des personnages des panneaux est autrement délicat ; par exemple dans certains cas, on trouve le style d'Arnolfo ou de Giovanni alors que le visage dénonce la main de Nicola, comme dans le groupe des Mages dans l'Adoration. Cela reste tout aussi incertain pour des panneaux comme le Jugement dernier et le Massacre des Innocents où, le dramatique du sujet et la densité des personnages plus que le style, anticipent les tragiques compositions de Giovanni. Toutefois, au milieu de personnages exécutés des mains du Maître, il apparaît d'autres moins réussis, certainement attribuables aux assistants ; des indices comme un groupe de femmes dans des attitudes hardies, des lignes nerveuses favorisant de fortes expressions, un rythme plus rapide des plans et même de l'ensemble, attribuent la paternité à une main énergique et juvénile et renforce l'impression d'une parentèle avec les personnages sortis du burin de Giovanni les années suivantes.
Dans le respect de la sculpture paternelle, le travail du jeune Giovanni se distingue en pratique par une plus grande adhésion au réalisme formel et psychologique, par des lignes inspirées d'une culture gothique transalpine plus mature,.

### Fontana Maggiore de Pérouse
La fontaine de Pérouse est la dernière œuvre réalisée en commun par le père et le fils et la participation de leur atelier. Elle fut l'une des premières fontaines publiques conçues comme un élément monumental du mobilier urbain et la première à être dotée d'un tel programme iconographique.
Elle est composée de deux vasques en marbre blanc et rose, polygonales, concentriques et superposées. La vasque supérieure est surmontée d'une coupe en bronze (fondue en 1277 par un maître pérugin) décorée d'un groupe de cariatides. L'ensemble repose sur une base circulaire en gradins.
La vasque inférieure est décorée, sur sa face externe de 50 bas-reliefs représentant les mois de l'année, les arts libéraux, des figures allégoriques. La vasque supérieure est cadencée par 24 statues représentant des personnages bibliques, mythologiques et historiques. La personnalité des divers sculpteurs ne se distingue pas nettement, au contraire l'ensemble de la fontaine est d'une grande homogénéité, même si des indices non équivoques de certains sculpteurs sont décelables,.

### Cathédrale de Sienne

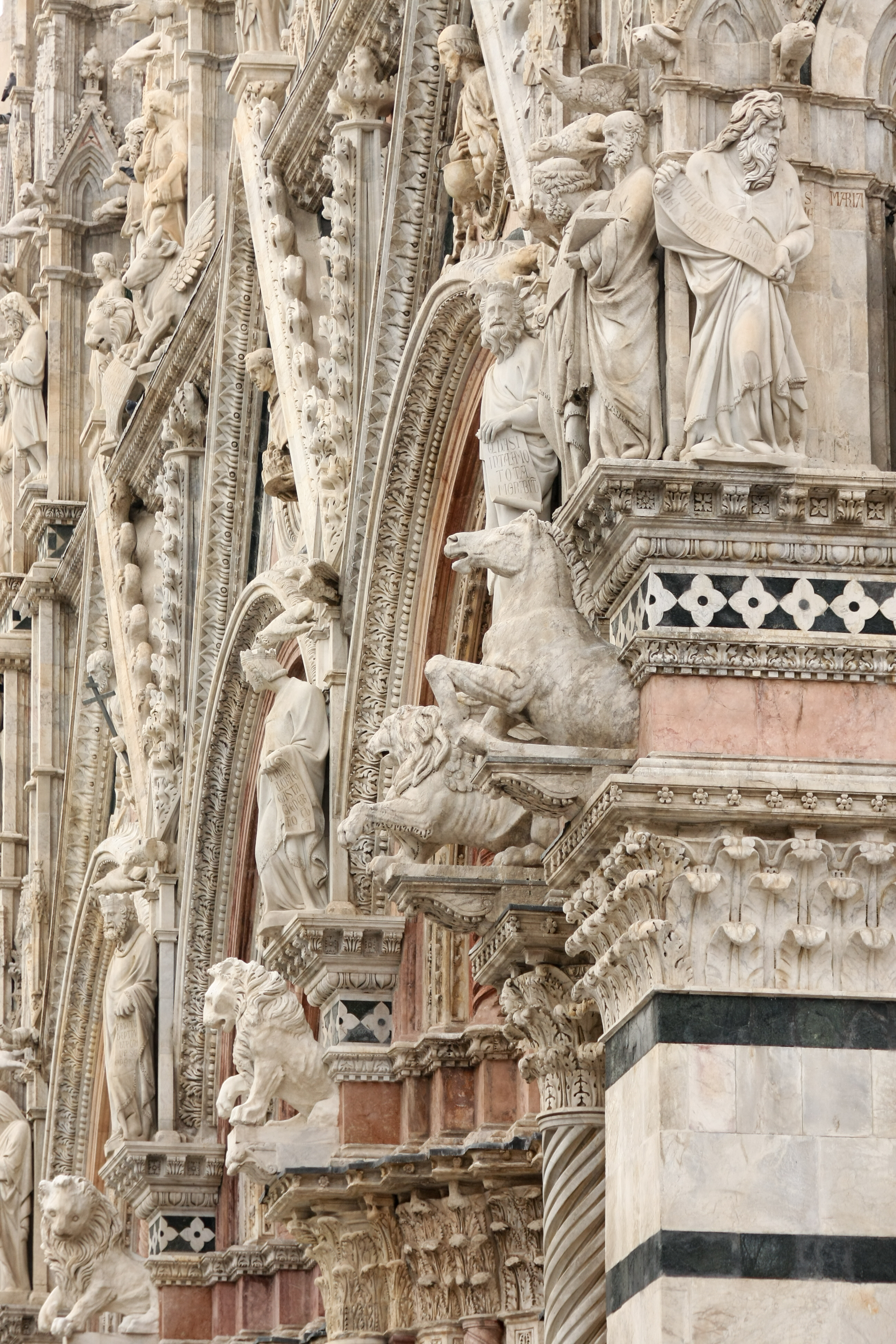
Statues de la façade de la cathédrale de Sienne.

Les statues que réalise Giovanni pour la décoration de la façade, dont la structure venait d'être érigée (1284) constituent, en ce qui concerne l'Italie, le premier exemple d'un cycle statuaire monumental. Plus grandes que nature, elles furent conçues pour être vues à distance et d'en-dessous.
Sont considérées comme étant des œuvres de Giovanni, les deux colonnes corolitiques du portail central, les six animaux sculptés et les 14 statues monumentales des représentants de l'ancienne alliance et de l'antiquité païenne. Ces personnages ont tous une relation plus ou moins directe avec l'annonciation de la venue du Christ et participent à l'iconographie martiale de la façade, la cathédrale étant sous le patronage de la Vierge.
De face et de gauche à droite on trouve : Platon, Habacuc, la sibylle d'Érythrée, David, Salomon et Moïse.
Sur le côté gauche : Daniel, Isaïe, Ezéchiel et Balaam.
Sur le côté droit : Siméon, Myriam ("sœur" de Moïse) et Aristote.
Ces œuvres, d'une grande intensité expressive, conduisent le regard vers la mère de Dieu qui se trouve au sommet du gable central, où l'oculus semble lui faire une auréole,.

### Chaire de Sant'Andrea
En 1298, Giovanni commence à réaliser une chaire pour la paroisse de Sant'Andrea à Pistoia, qui constituera l'un de ses chefs-d'œuvre les plus accomplis. Une inscription atteste la paternité de Giovanni et indique la date d'achèvement des travaux (1301). Il est intéressant de rapprocher ce travail des œuvres analogues du père (chaire de baptistère de Pise et de la cathédrale de Sienne) et de mesurer les évolutions.
La structure hexagonale est celle du baptistère de Pise, elle est de dimensions relativement modestes afin de s'adapter à l'église romane pour laquelle elle est destinée. Le programme iconographique reprend les modèles paternels,.

### Chaire de la cathédrale de Pise
Cette œuvre est considérée comme étant l'aboutissement de la recherche de l'artiste et l'un de ses plus grands chefs-d'œuvre. Plusieurs inscriptions attestent les dates de réalisation de l'ouvrage (1301-1311) et aussi, que Giovanni réalisa seul ce travail.
À la suite de l'incendie de la cathédrale en 1595, la chaire fut démontée et les éléments conservés en divers endroits. Elle ne fut remontée qu'en 1926, des éléments perdus entre-temps ne sont plus d'origine.
La structure octogonale de la chaire repose sur une base circulaire par l'intermédiaire de huit supports dont un central.
La partie médiane révèle une évolution du style de Giovanni : aux arcs brisés gothiques sont substitués des consoles et les partis décoratives deviennent d'inspiration classique au détriment là aussi de la rudesse gothique.
Les panneaux qui composent la tribune sont curvilignes et donnent à l'ensemble la fluidité du cercle. Ils représentent des scènes du nouveau testament. La densité des personnages et la richesse des détails atteignent des sommets inégalés par rapport aux œuvres précédentes,.

### Sépulcre de Marguerite de Brabant
L'œuvre la plus importante de l'ultime période d'activité de l'artiste fut le monument funéraire (1312-1314) de Marguerite de Brabant, épouse d'Henri VII de Luxembourg, morte à Gênes le 14 décembre 1311. Avant le couronnement impérial à Rome, la tombe se trouvait dans l'abside de l'église du couvent des frères mineurs de San Francesco di Castelletto à Gênes, mais à la destruction de l'église, le sépulcre subit de graves dégâts et les matériaux pour une bonne part, furent dispersés. Les éléments conservés se trouvent actuellement au musée de Sant'Agostino à Gênes. Se remarque particulièrement, la partie de la résurrection de Marguerite, avec le demi buste de la femme qui ressuscitait, soutenue de part et d'autre par un ange,.

### Récapitulatif des vierges à l'enfant
Récapitulatif des vierges à l'enfant de Giovanni, connues à ce jour ; cette liste n'est probablement pas exhaustive :
- Vierge à l'enfant, représentée dans un médaillon de marbre (1268-1270) au musée della collegiata di Sant'Andrea à Empoli, il provient de la sacristie de la collegiata, il était placé au-dessus d'un lavabo,
- Vierge à l'enfant, en marbre (env. 1270-1275) au musée de l'Opera de la cathédrale de Pise, elle provient de baptistère de Pise,
- La Madonna del colloquio, en deux blocs de marbre (env. 1275), au musée de l'Opera de la cathédrale de Pise, elle provient du tympan de la porte opposée à celle de Bonanno de la cathédrale de Pise,
- Vierge à l'enfant , en marbre (env. 1284) au musée de l'Opera de la cathédrale de Pise, elle provient du baptistère de Pise,
- Vierge à l'enfant sculptée dans une défense d'éléphant (1298-1299) au musée de l'Opera de la cathédrale de Pise,
- Madonna della Cintola, en marbre (env. 1301), dans la cappela del Sacro Cingolo de la cathédrale de Prato,
- Vierge à l'enfant et deux anges, en marbre (env. 1305-1306) dans la Capella degli Scrovegni à Padoue,
- Vierge à l'enfant entourée de Saint Jean-Baptiste et de Saint Jean l'Évangéliste, en marbre (1306) au musée de l'Opera de la cathédrale de Pise,
- Vierge à l'enfant, en marbre (1310-1320) sur la façade de l'église Santa Maria della Spina à Pise,
- La Madonna d'Arrigo, avec Pise à ses genoux, en marbre (1312) au musée de l'Opera de la cathédrale de Pise, elle provient du tympan de la porte Bonanno de la cathédrale,
- Vierge à l'enfant , en marbre (1313-1314) au musée de Sant'Agostino à Gêne, elle provient du monument funéraire de Marguerite de Brabant,
- Vierge à l'enfant, en marbre (1314) au Staaliche museen à Berlin.

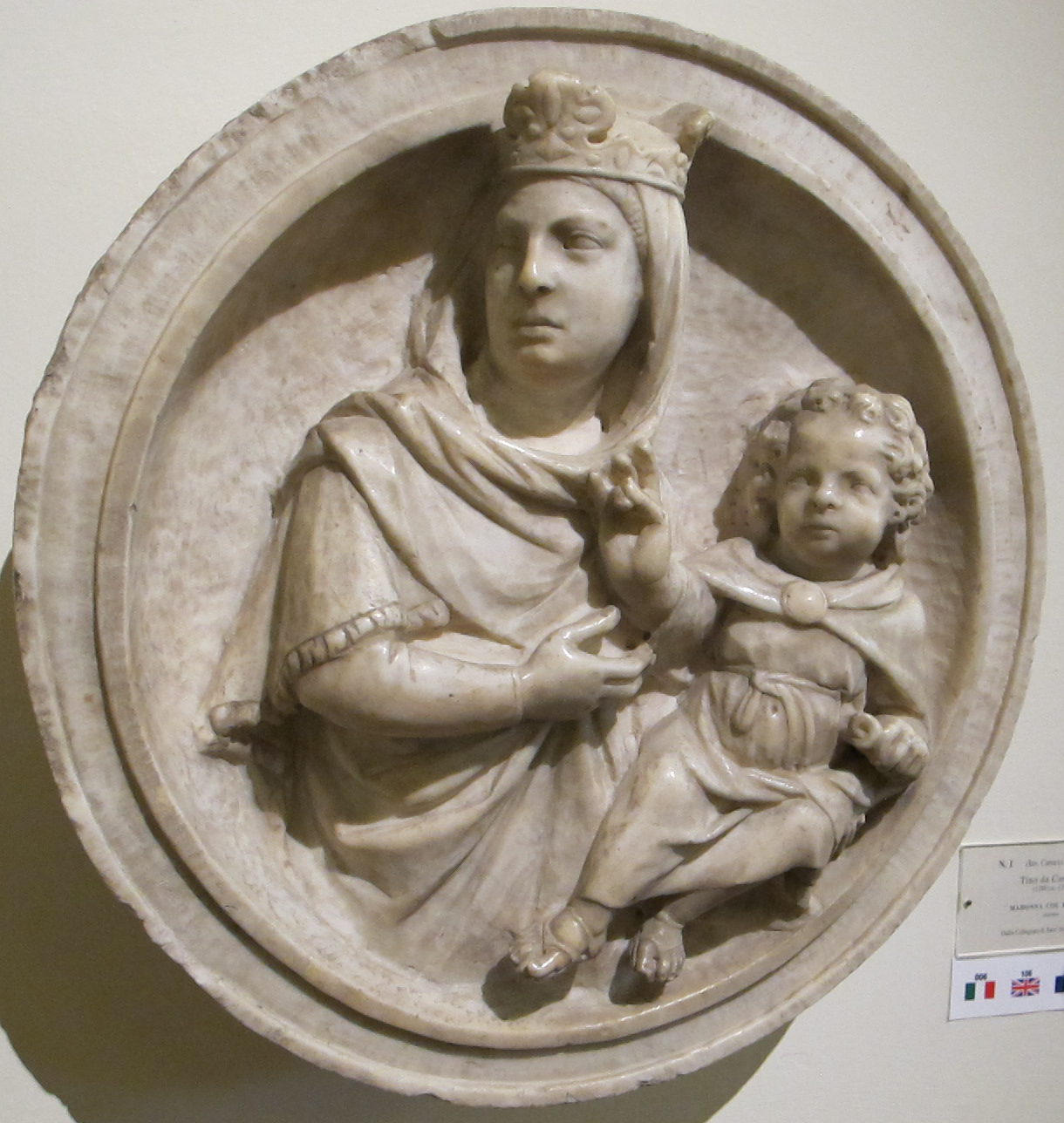
Médaillon de marbre
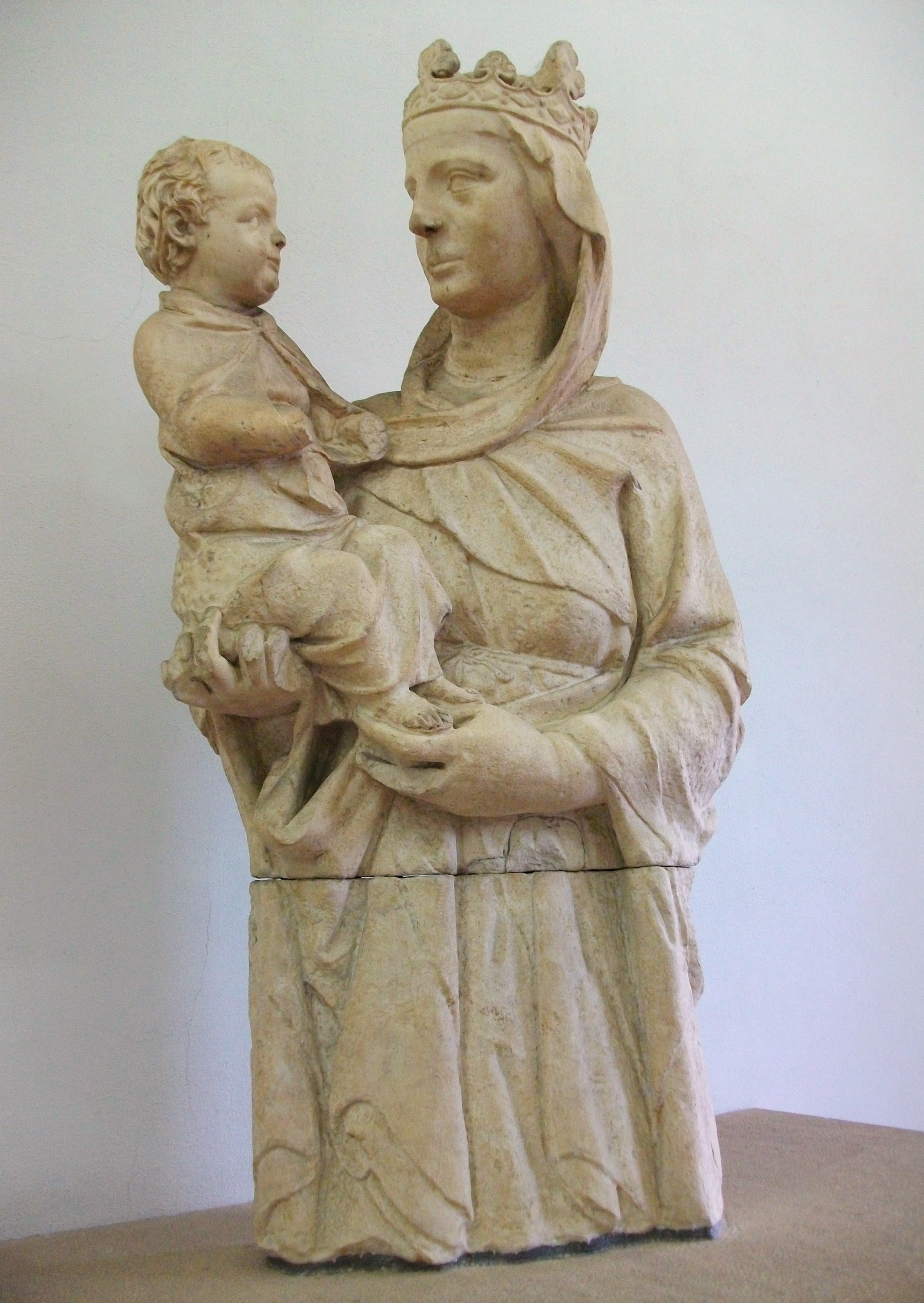
Madonna del colloquio
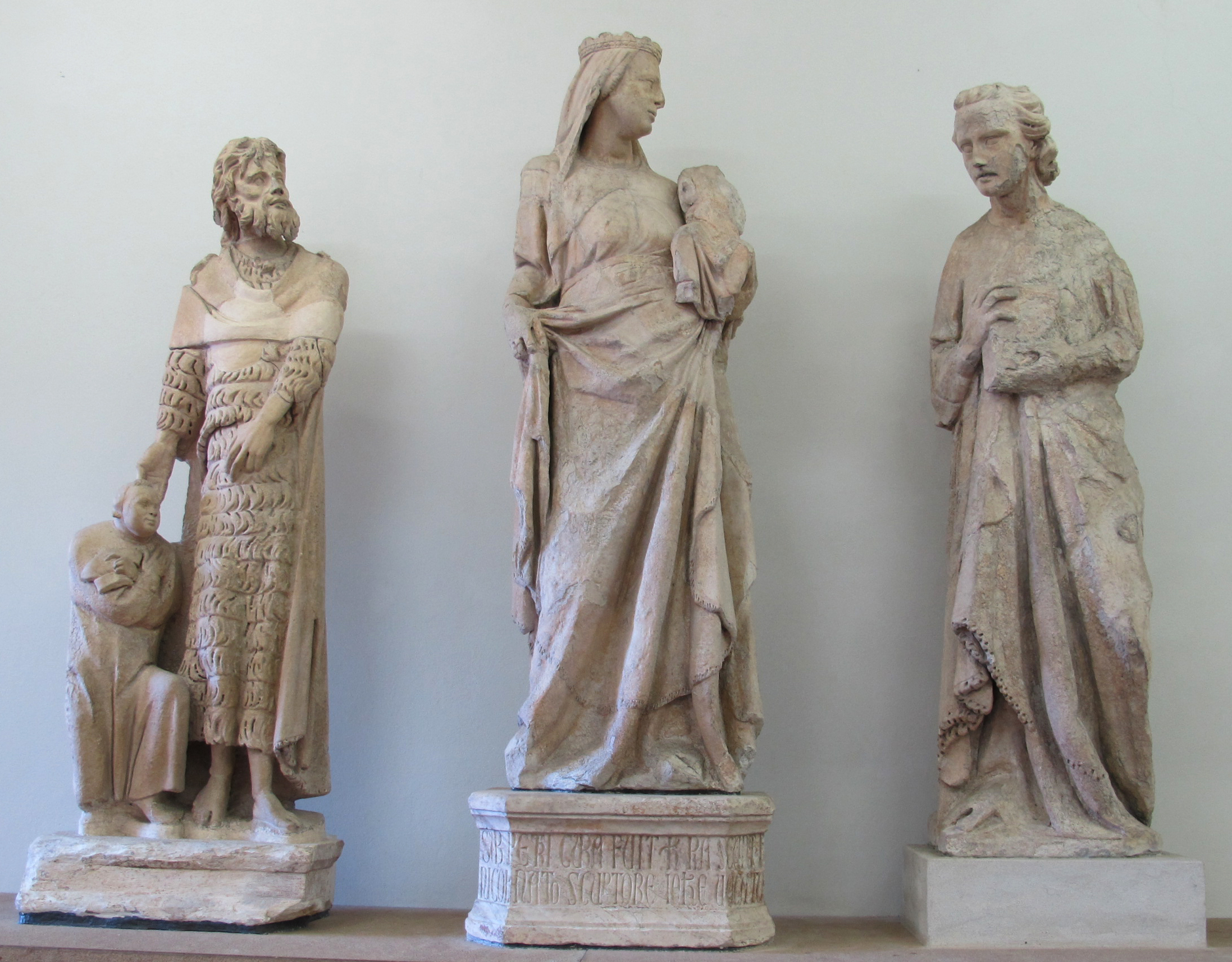
Vierge à l'enfant entre de les deux Saint Jean

### Récapitulatif des crucifix
Très sensible à ce thème iconographique, Giovanni exécuta au cours de son activité de multiples crucifix, le plus souvent en bois, parfois en ivoire, tous forts pathétiques, qui aujourd'hui sont un peu éparpillés, par exemple :
- crucifix en ivoire (env. 1270), collection privée,
- crucifix en bois (env. 1285) au musée de l'Opera de la cathédrale de Sienne,
- crucifix en ivoire (env. 1285-1300) au Victoria and Albert museum de Londres,
- crucifix en bois (env. 1300) au Staatliche museen de Berlin,
- crucifix en bois polychrome (env. 1300) de la Cathédrale San Cerbone[28] à Massa Marittima,
- crucifix en bois polychrome (env. 1301) dans la cathédrale de Prato,
- Christ crucifié, seconde moitié du XIIIe siècle, Musée de Cluny, Paris,
- Enfin, il y en aurait encore deux en bois, en l'église de Sant'Andrea de Pistoia, le premier exécuté en même temps que la chaire (1298-1301) était placé à l'origine en l'église Santa Maria de Ripalta (qui dépend de la paroisse de Sant'Andrea), le second, également en bois mais plus petit, très proche du style de Giovanni, mais dont l'attribution est controversée.

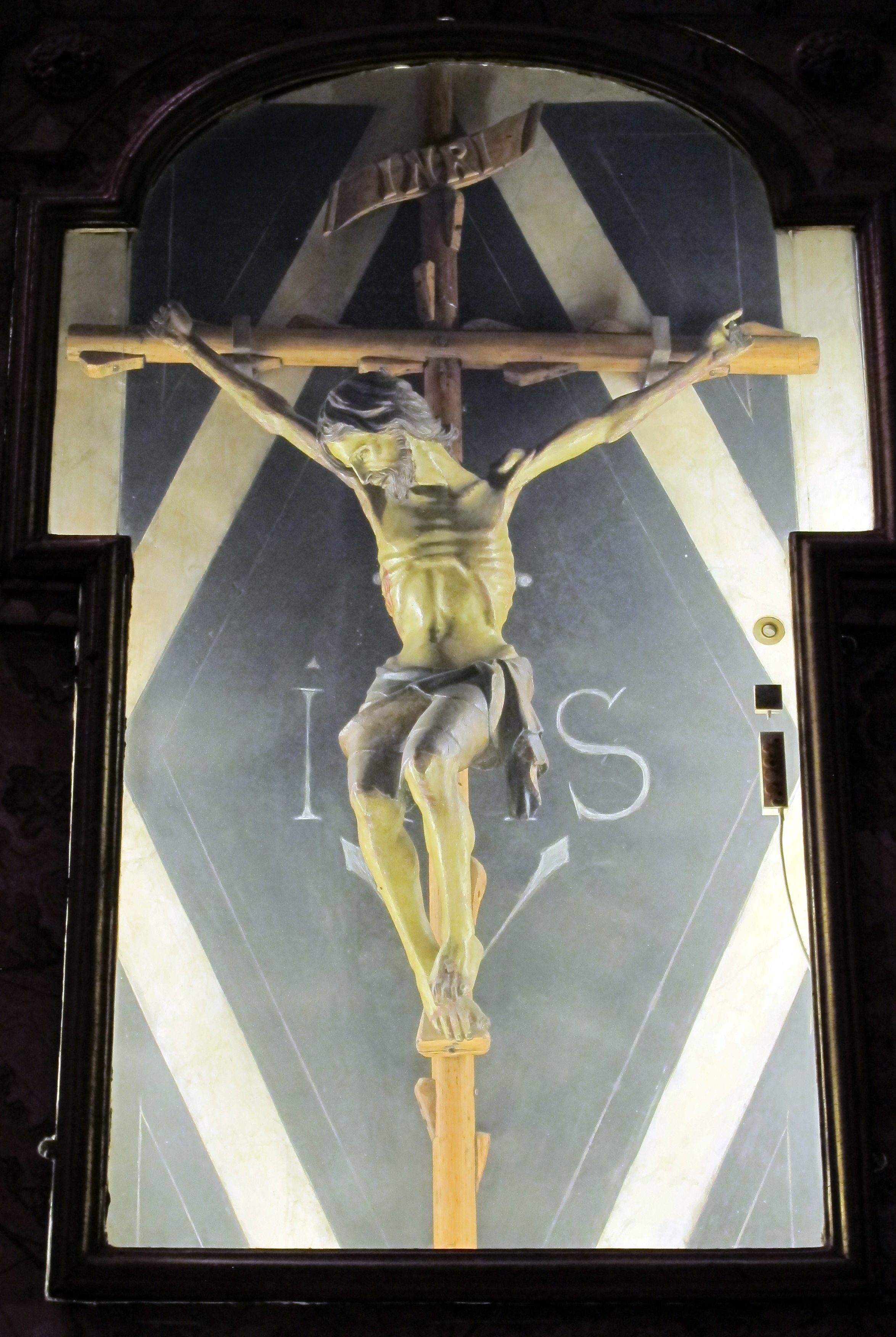
Crucifix cathédrale de Prato
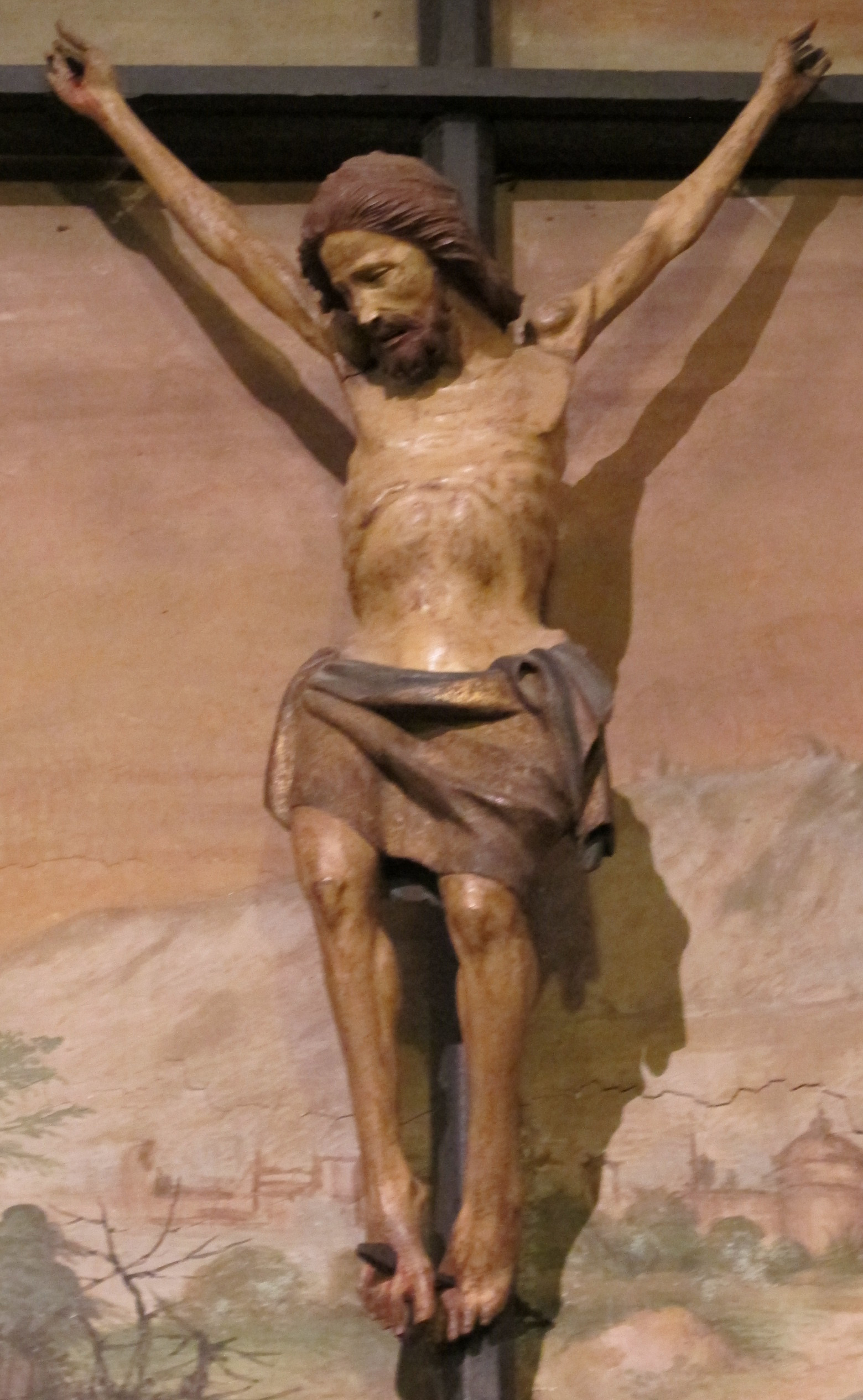
Crucifix de Ripalta

## Élèves
- Tino di Camaino (1280-1337), qui l'aide à la construction de la façade du Dôme de Sienne